# 98. вечити дерби у фудбалу
98. вечити дерби у фудбалу је фудбалска утакмица одиграна у Београду 26. новембра 1994. године, између Црвене звезде и Партизана. Утакмица се завршила резултатом 3 : 2 (2 : 1) за Црвену звезду.